# Oszczadbank
OszczadbankSA (ukr. ПАТ Ощадбанк) – jeden z największych banków na Ukrainie. 100% akcji banku stanowi własność państwa. Bank posiada największą sieć oddziałów na terenie Ukrainy. Jego aktywa ogółem na 1 lipca 2014 wynosiły 115 648 mln UAH.